# Lijst van burgemeesters van Ninove
Dit is een lijst van burgemeesters van de gemeente Ninove (provincie Oost-Vlaanderen).
| Ambtsperiode | Naam burgemeester    | Politieke partij        | Bijzonderheden      |
| ------------ | -------------------- | ----------------------- | ------------------- |
| 1793-1801    | L. Van Ypersele      |                         |                     |
| 1802-1814    | Geeraard Germanes    |                         |                     |
| 1815-1824    | M. Van Ypersele      |                         |                     |
| 1825-1830    | Joseph Cools         |                         |                     |
| 1831-1854    | Karel Van Ypersele   |                         |                     |
| 1855-1863    | Victor Van Oudenhove | liberaal                |                     |
| 1864-1869    | Edmond De Deyn       | liberaal                |                     |
| 1870-1871    | Pieter Soetens       |                         |                     |
| 1872-1894    | August De Cooman     | katholiek               |                     |
| 1895-1911    | Edmond De Deyn       | liberaal                |                     |
| 1912         | Victor Van Impe      |                         |                     |
| 1913-1940    | Clément Behn         | liberaal                |                     |
| 1941-1944    | Karel Dortant        |                         | oorlogsburgemeester |
| 1945         | Clément Behn         | liberaal                |                     |
| 1945-1955    | Omer Van Trimpont    | BSP                     |                     |
| 1955-1976    | Emiel Milo           | BSP                     |                     |
| 1977-1994    | Etienne Cosyns       | Centrumlijst PVV-CL VLD |                     |
| 1995-2000    | Louis Waltniel       | Banier                  |                     |
| 2001-2009    | Luc Durant           | VLD / Open VLD          |                     |
| 2009-2015    | Michel Casteur       | Open Vld                |                     |
| 2015-2024    | Tania De Jonghe      | Open Vld                |                     |
| 2024-…       | Guy D’haeseleer      | Forza Ninove            |                     |

Brussels Hoofdstedelijk Gewest:
Anderlecht · 
Brussel

Vlaanderen:
Aalst · 
Aarschot · 
Antwerpen · 
 Asse · 
Beernem · 
Bertem · 
Blankenberge · 
Brugge · 
Damme · 
De Haan · 
De Panne · 
Deerlijk · 
Deinze · 
Eeklo · 
Evergem · 
Galmaarden · 
Geraardsbergen · 
Gent · 
Halle · 
Hasselt · 
Herent · 
Herk-de-Stad · 
Herzele · 
Heusden-Zolder · 
Houthalen-Helchteren · 
Ichtegem · 
Kaprijke · 
Knokke-Heist · 
Kortemark · 
Kortenberg · 
Kortrijk · 
Leuven · 
Lichtervelde · 
Lievegem · 
Lokeren · 
Maldegem · 
Mechelen · 
Moerbeke-Waas · 
Ninove · 
Oostende · 
Oostkamp · 
Poperinge · 
Roeselare · 
Ronse · 
Sint-Lievens-Houtem · 
Sint-Niklaas · 
Sint-Truiden · 
Temse · 
Tielt · 
Tienen · 
Tongeren · 
Torhout · 
Veurne · 
Waregem · 
Wellen · 
Wetteren · 
Wichelen · 
Zaventem · 
Zedelgem · 
Zele · 
Zonhoven · 
Zottegem

Wallonië: 
Charleroi · 
's-Gravenbrakel · 
Morlanwelz · 
Ophain-Bois-Seigneur-Isaac